# Argiolestes bougainville
Argiolestes bougainville är en trollsländeart som beskrevs av Cornelis Kalkman 2008. Argiolestes bougainville ingår i släktet Argiolestes och familjen Megapodagrionidae. Inga underarter finns listade i Catalogue of Life.